# Liste der Naturdenkmale in Kaisersesch
Die Liste der Naturdenkmale in Kaisersesch nennt die im Gemeindegebiet von Kaisersesch ausgewiesenen Naturdenkmale (Stand 25. März 2024).

## Naturdenkmale
| Nr.         | Bezeichnung                                      | Lage                                        | Beschreibung                                            | Bild                                    |
| ----------- | ------------------------------------------------ | ------------------------------------------- | ------------------------------------------------------- | --------------------------------------- |
| ND-7135-451 | Buche im Gemeindewald Kaisersesch                | nördlich des Ortes; Abteilung Wehrholz Lage | auch Dicker Baum; Fagus sylvatica                       | Direkt Bild zu diesem Denkmal hochladen |
| ND-7135-452 | Blutbuchen auf dem alten Friedhof in Kaisersesch | Pankratiusstraße, auf dem Friedhof Lage     | Fagus sylvatica f. purpurea, zwei Bäume                 | Direkt Bild zu diesem Denkmal hochladen |
| ND-7135-453 | Baumgruppe am alten Postkutschenweg              | südlich des Ortes; Flur Daßweiler Lage      | Quercus robur, zwei Bäume, und Prunus avium, drei Bäume | Direkt Bild zu diesem Denkmal hochladen |

## Ehemalige Naturdenkmale
| Nr.         | Bezeichnung                     | Lage                                        | Beschreibung                                                | Bild                                    |
| ----------- | ------------------------------- | ------------------------------------------- | ----------------------------------------------------------- | --------------------------------------- |
| ND-7135-392 | Buchengruppe an der Waldkapelle | Auf der Wacht, vor Nr. 2 (Waldkapelle) Lage | Fagus sylvatica, mehrere Bäume; Rechtsverordnung aufgehoben | Direkt Bild zu diesem Denkmal hochladen |
| ND-7135-448 | Rotbuche am Hause Darscheid     | Koblenzer Straße, bei Nr. 43 Lage           | Fagus sylvatica; Rechtsverordnung aufgehoben                | Direkt Bild zu diesem Denkmal hochladen |